# Евтушенко, Ирина Дмитриевна
Ирина Дмитриевна Евтушенко (2 июля 1957, Усть-Каменогорск — 13 сентября 2017, Москва) — российский политик.
Депутат Государственной Думы Федерального собрания Российской Федерации VII созыва (с 5 октября 2016 по 13 сентября 2017 года).

## Биография
Родилась 2 июля 1957 года в Усть-Каменогорске. Окончила в 1980 году лечебный факультет Томского медицинского института по специальности «лечебное дело» (квалификация — врач). После окончания института осталась работать на кафедре акушерства и гинекологии: с 1980 года — ординатор, с 1982 года — аспирант, с 1985 года — ассистент, с 1995 года — доцент. В 1987 году защитила диссертацию на соискание учёной степени кандидата медицинских наук на тему «Состояние эритрона при физиологической и осложненной поздним токсикозом беременности» в Центральном НИИ гематологии и переливания крови Минздрава СССР. В 1998 году защитила диссертацию на соискание учёной степени доктора медицинских наук на тему «Клинико-патологические особенности течения беременности у женщин с различными формами цитомегаловирусной инфекции» и стала заведующей кафедрой акушерства и гинекологии СибГМУ.
В 1998 году стала председателем томского регионального отделения Российского общества акушеров-гинекологов. В 2000 году получила учёное звание «профессор». В 2011 году стала научным руководителем только что открытого в Томске областного перинатального центра, с января 2015 по 2016 год была главным врачом центра. Была членом Экспертного совета при заместителе Губернатора Томской области по социальной политике, членом Координационного Совета женщин г. Томска при Администрации г. Томска. Входила в редколлегии ряда медицинских журналов, автор и соавтор более 330 публикаций, в том числе 14 учебно-методических работ, 277 научных работ, трёх монографий, 24 патентов. За научную, лечебную и общественную работу награждена почётными грамотами Министерства здравоохранения и социального развития Российской Федерации (2006), администрации Томска (2011), Думы Томской области (2012).
В 2010—2016 годах была депутатом Томской городской думы пятого и шестого созывов, дважды избиралась заместителем председателя думы. В сентябре 2016 года избрана в Государственную думу Российской Федерации VII созыва по партийному списку «Единой России». Входила в комитет Государственной думы по международным делам. В июне 2017 года получила знак отличия «За заслуги перед Томской областью».
Скончалась в Центральной клинической больнице в Москве в ночь с 12 на 13 сентября 2017 года в возрасте 60 лет после продолжительной борьбы с онкологическим заболеванием.
Освободившийся мандат депутата госдумы перешёл Олегу Быкову

## Семейное положение
Была замужем, в браке родилась дочь.

## Ссылка
- Профиль на сайте Государственной думы
- Профиль на сайте «Единой России»